# Санту-Ештеван (Лісабон)
Санту-Ештеван (порт. Santo Estêvão; МФА: [ˈsɐ̃.tu ʃ.ˈte.vɐ̃w]) — парафія в Португалії, у муніципалітеті Лісабон. Розташована в західній частині країни, на теренах історичної португальської провінції Ештремадура. Входить до складу округу Лісабон. За адміністративним поділом, чинним до 1976 року, терени парафії були складовою провінції Ештремадура. Належить до Лісабонського патріархату Католицької церкви. Патрон — святий Стефан. Площа — 0,2304 км². Населення — 1511 ос. (2011). Сильно урбанізований регіон. Густота населення — 6558,16 осіб/км²
. Код — 110636.

## Географія

Райони Лісабона
Зони Лісабона

## Населення
| Кількість мешканців | Кількість мешканців | Кількість мешканців | Кількість мешканців | Кількість мешканців | Кількість мешканців | Кількість мешканців | Кількість мешканців | Кількість мешканців | Кількість мешканців | Кількість мешканців | Кількість мешканців | Кількість мешканців | Кількість мешканців | Кількість мешканців |
| ------------------- | ------------------- | ------------------- | ------------------- | ------------------- | ------------------- | ------------------- | ------------------- | ------------------- | ------------------- | ------------------- | ------------------- | ------------------- | ------------------- | ------------------- |
| 1864                | 1878                | 1890                | 1900                | 1911                | 1920                | 1930                | 1940                | 1950                | 1960                | 1970                | 1981                | 1991                | 2001                | 2011                |
| 3 505               | 4 129               | 4 909               | 5 345               | 5 943               | 6 139               | 5 784               | 5 721               | 4 808               | 7 395               | 5 378               | 4 610               | 3 192               | 2 047               | 1 511               |